# Panurgus oblitus
Panurgus oblitus är en biart som beskrevs av Warncke 1972. Panurgus oblitus ingår i släktet fibblebin, och familjen grävbin. Inga underarter finns listade i Catalogue of Life.